# Michele Mian
Michele Mian (nacido el 18 de julio de 1973 (51 años) en Gorizia, Italia)  es un exjugador italiano de baloncesto que jugó 17 temporadas en la liga italiana. Con 1.96 de estatura, jugaba en la posición de alero.

## Equipos
- 1994-1999 Nuova Pallacanestro Gorizia
- 1999-2000 Victoria Libertas Pesaro
- 2000-2006 Pallalcesto Udine
- 2006-2008 Nuova A.M.G. Sebastiani Basket Rieti
- 2008-2009 Veroli Basket
- 2009-2011 Pallacanestro Cantú